# Mehmet Akgün
Mehmet Akgün (ur. 6 sierpnia 1986 w Bielefeldzie) – niemiecki piłkarz o tureckich korzeniach. Występuje na pozycji napastnika. Od 2014 jest zawodnikiem Kayseri Erciyessporu.

## Kariera
Akgün jest wychowankiem klubu SUK Bielefeld. Później był zawodnikiem juniorów Arminii Bielefeld. W 2001 roku rozpoczął treningi w juniorskiej ekipie Borussii Dortmund. Przed sezonem 2003/2004 został przesunięty do jej rezerw. 17 lipca 2004 w wygranym 1:0 meczu Pucharu Intertoto z KRC Genk Akgün zadebiutował w pierwszej drużynie Borussii. W Bundeslidze pierwszy występ zanotował 16 października 2004 w przegranym 0:2 pojedynku z VfB Stuttgart. Było to jednak jedyne ligowe spotkanie rozegrane przez niego w sezonie 2004/2005. Kolejny występ w pierwszej drużynie Borussii zanotował w sezonie 2007/2008 w ligowym meczu z Hamburgerem SV. W Borussii grał do stycznia 2008. W jej barwach rozegrał w sumie cztery ligowe spotkania. W 2007 roku był wypożyczony do Kasımpaşa SK.
31 stycznia 2008 za kwotę 150 tysięcy euro trafił do holenderskiego Willem II Tilburg. W Eredivisie zadebiutował 8 marca 2008 w przegranym 1:2 meczu z FC Groningen. 30 sierpnia 2008 w wygranym 2:1 spotkaniu z Ajaxem Amsterdam strzelił pierwszego gola w trakcie gry w lidze holenderskiej. W 2010 roku odszedł do Gençlerbirliği SK, a w 2012 został zawodnikiem Beşiktaşu JK. W 2014 roku przeszedł do Kayseri Erciyessporu.